# 托雷斯卡尔塞拉
托雷斯卡尔塞拉，是西班牙卡斯蒂利亚-莱昂巴利亚多利德省的一个市镇。总面积51平方公里，总人口165人（2001年），人口密度3人/平方公里。